# Irwin L. Jacobs
Irwin L. Jacobs, född 15 juli 1941, död 10 april 2019 i Orono i Minnesota, var en amerikansk affärsman, som bland annat byggde upp fritidsbåttillverkaren Genmar Holdings, Inc. i Minnesota.
Irwin Jacobs växte upp i Minneapolis. Hans far hade en rörelse för andrahandshandel av jutesäckar. 
Jacobs gjorde sig känd för att köpa lågpresterande företag, som han antingen lyckades vända utvecklingen för, eller styckade för att frigöra dolda värden. Vid 33 års ålder köpte han 1975 Grain Belt Brewery. Ett efter ett misslyckat försök att lyfta företaget sålde han varumärket till huvudkonkurrenten G. Heileman Brewing Company, produktionsutrustningen till andra bryggerier och bryggeriets fastighet till Minneapolis stad. 
Jacobs byggde från 1978 upp motorbåtstillverkaren Genmar Holdings, Inc., med huvudkontor i Little Falls i Minnesota. Det var en en period i början av 2000-talet USA:s största tillverkare av fritidsmotorbåtar.
Han var gift med Alexandra Jacobs. Paret hade fem barn.